# Góry Wschodnioirańskie
Góry Wschodnioirańskie – południkowe pasmo górskie o długości ok. 1000 km, położone we wschodnim Iranie, w środkowej części Wyżyny Irańskiej, rozciągają się wzdłuż granicy z sąsiednimi państwami, Afganistanem i Pakistanem. Średnia wysokość to 2000–2800 m, najwyższy szczyt to Kuh-e Taftan (4042 m n.p.m.).
Góry Wschodnioirańskie powstały w czasie orogenezy alpejskiej, zbudowane są ze skał z okresu ery mezozoicznej, skał osadowych i skał pochodzenia wulkanicznego.
W Górach panuje klimat podzwrotnikowy typu kontynentalnego. Występuje roślinność stepowa, obecne są także półpustynie.
Działalność człowieka ogranicza się do hodowli wielbłądów, owiec i kóz. Region jest słabo zaludniony ze względu na niekorzystne warunki i suchość klimatu.